# Željeznički vagoni u Hrvatskoj
U inventarnom parku Hrvatskih željeznica nalazi se više vrsta vagona.
U nastavku slijedi prikaz serija vagona koje nose oznake Hrvatskih željeznica i koji prometuju ili su prometovali u Hrvatskoj.

## Putnički vagoni
Putnički vagoni su vagoni namijenjeni prijevozu putnika i/ili pošte.
| Serija  | Prijevoz | Najveća brzina |
| Al      | putnici  | 160 km/h       |
| Aeelt   | putnici  | 160 km/h       |
| Aeelmt  | putnici  | 160 km/h       |
| ARI     | putnici  | 160 km/h       |
| Abl     | putnici  | 160 km/h       |
| Abeel   | putnici  | 160 km/h       |
| Baat    | putnici  | 160 km/h       |
| Bcl     | putnici  | 160 km/h       |
| Bee     | putnici  | 160 km/h       |
| Beel    | putnici  | 160 km/h       |
| Beelmt  | putnici  | 160 km/h       |
| Beelt   | putnici  | 160 km/h       |
| Beet    | putnici  | 160 km/h       |
| Bl      | putnici  | 160 km/h       |
| Bt      | putnici  | 120 km/h       |
| Dls     | putnici  | 120 km/h       |
| MDDlm   | putnici  | 120 km/h       |
| Post    | pošta    | 120 km/h       |
| WLee    | putnici  | 160 km/h       |
| WLl     | putnici  | 160 km/h       |
| WRee    | putnici  | 160 km/h       |
| WReelmt | putnici  | 160 km/h       |
| WRl     | putnici  | 160 km/h       |

## Teretni vagoni
Teretni vagoni su vagoni namijenjeni prijevozu tereta, tj robe.

## Poveznice
- Hrvatske željeznice
- Željeznička vozila

## Vanjske poveznice
- (hr) Vagoni u Hrvatskoj  Arhivirana inačica izvorne stranice od 20. lipnja 2010. (Wayback Machine)
- (hr)(en) Željeznice u Hrvatskoj